# Grease (film)
Grease is een Amerikaanse romantische filmmusical uit 1978 onder regie van Randal Kleiser. De productie is een verfilming van de gelijknamige musical Grease, over de jaren 1950. De film werd genomineerd voor de Oscar voor beste oorspronkelijke lied (Hopelessly Devoted to You van John Farrar) en de Golden Globes voor beste musical- of komediefilm, beste hoofdrolspeler in een musical- of komediefilm (John Travolta), beste actrice in een musical- of komediefilm (Olivia Newton-John), beste oorspronkelijke lied (Grease van Barry Gibb) en nogmaals voor beste oorspronkelijke lied (Hopelessly Devoted to You).

## Verhaal
Sandy en Danny ontmoeten elkaar op vakantie. Ze worden verliefd en aan het eind van de vakantie kunnen ze moeilijk afscheid nemen. Later verhuist Sandy naar de plek waar Danny woont en gaat vervolgens ook naar dezelfde school, Rydell High School. Wanneer de school begint komen Sandy en Danny elkaar plotseling weer tegen. Sandy kent Danny als een romantische en lieve jongen, maar op school staat hij bekend als een stoere vrouwenverslinder. Wanneer ze elkaar weer ontmoeten, botsen hun imago's.
Niemand verwacht dat Danny op het brave meisje Sandy zal vallen. Sandy is nog steeds hopeloos verliefd op haar vakantieliefde, maar door Danny's stoere gedrag wordt dit al snel minder. Ze begint met andere jongens aan te pappen, waardoor Danny jaloers wordt. Hij meldt zich bij sportcoach Calhoun om Sandy voor zich te winnen met sportieve prestaties. Tijdens een grote danswedstrijd van de school komen de twee weer nader tot elkaar, totdat Danny aan het eind van de avond met een ander meisje de sterren van de hemel danst en zonder Sandy de wedstrijd wint.
Er volgt een verzoeningspoging van Danny's kant, maar hij verpest dit omdat hij Sandy het bed in probeert te krijgen, iets waar de nog maagdelijke Sandy niet aan toe is. Wanneer Danny een autowedstrijd wint tegen een vijandige racer, realiseert Sandy zich dat ze Danny niet uit haar hoofd kan zetten. Ze besluit te veranderen om in zijn kliek te passen, niet alleen voor hem, maar ook voor zichzelf. Van braaf meisje, verandert Sandy in een hippe meid, terwijl Danny het tegenovergestelde probeert en zich plotseling als netjes en sportief presenteert.

## Rolverdeling
| Acteur             | Personage                      |
| ------------------ | ------------------------------ |
| John Travolta      | Danny Zuko                     |
| Olivia Newton-John | Sandy Olsson Kattan            |
| Stockard Channing  | Betty Rizzo                    |
| Jeff Conaway       | Kenickie                       |
| Barry Pearl        | Doody                          |
| Michael Tucci      | Sonny LaTierri                 |
| Kelly Ward         | Putzie                         |
| Didi Conn          | Frenchy                        |
| Jamie Donnelly     | Jan                            |
| Dinah Manoff       | Marty Maraschino               |
| Eve Arden          | Principal McGee                |
| Dody Goodman       | Blanche Hodel                  |
| Frankie Avalon     | The Teen Angel                 |
| Joan Blondell      | Vi                             |
| Edd Byrnes         | Vince Fontaine                 |
| Sid Caesar         | Coach Calhoun                  |
| Alice Ghostley     | Mrs. Murdock                   |
| Sha-Na-Na          | Johnny Casino and the Gamblers |
| Susan Buckner      | Patty Simcox                   |
| Lorenzo Lamas      | Tom Chisum                     |
| Eddie Deezen       | Eugene Felsnic                 |
| Dennis C. Stewart  | Leo                            |
| Michael Biehn      | Mike                           |

## Wetenswaardigheden
- Hoewel Olivia Newton John vijf jaar ouder was dan John Travolta was er op de filmset meteen een klik tussen de twee acteurs, waardoor het stel uitgroeide tot bekendste filmische liefdespaar van de jaren 70.[bron?]
- De scène in Frenchy's kamer waar Rizzo zingt over Elvis Presley werd gefilmd op dezelfde dag dat Presley overleed.[bron?]
- Jeff Conaway moest iets gebukt lopen zodat Travolta groter zou lijken.
- Regisseur Kleiser vond het nummer You're the one that I want verschrikkelijk slecht klinken.
- De film was in 1998 weer in de zalen te zien ter gelegenheid van de 20ste verjaardag van de film en omdat het jaar daarvoor een dance-mix van verschillende nummers uit de film verschenen was die een grote hit werd.
- In augustus 2022 werd de film opnieuw vertoond in de zalen in het kader van het overlijden van actrice Olivia Newton-John.

## Muziek
De liedjes uit de film zijn gezongen door onder meer John Travolta, Olivia Newton-John en Frankie Valli. Deze muziek is ook terug te vinden op het soundtrackalbum van de film, dat uitgebracht is door RSO Records.